# Avingudes de Palma
Les Avingudes de Palma són un conjunt d'avingudes que circumval·len el centre de Palma i que reben diferents noms al llarg de llur recorregut.
Per un cap comencen entre el Passeig Mallorca, el torrent de la Riera i l'IES Ramon Llull, amb el nom d'avinguda de Portugal; de la Rambla fins al carrer del General Riera es coneix com a avinguda d'Alemanya; fins al carrer del 31 de Desembre s'anomena avinguda del Comte de Sallent; fins a la Plaça d'Espanya com a avinguda del Gran i General Consell; fins al carrer de Manacor és l'avinguda d'Alexandre Rosselló; i fins al final, al Passeig Marítim, s'anomena en honor a Gabriel Alomar. Constitueixen la primera ronda de la ciutat.

## Història
Les avingudes se situen sobre l'antic traçat del camí de ronda que feia la volta a les antigues murades de Palma. Ja durant la dominació musulmana i a l'edat mitjana existia un camí que envoltava la murada; després de la reforma renaixentista, conclosa, la part de terra, a la començança del segle xvii, el camí de ronda descrivia un perímetre més ample atès, el creixement de les murades. Bernat Calvet, en el seu pla d'ordenació urbanística, feu que la nova ronda, allò que serien les futures avingudes, transcorregués de manera gairebé exacta per damunt de l'anterior camí de ronda, i que el lloc que ocupaven les enderrocades murades fos urbanitzat. Per la seva part, a la banda del camí de ronda que seguia el recorregut de la Riera s'hi feu un passeig, que actualment rep el nom de passeig de Mallorca.

## Avinguda de Portugal
Aquesta avinguda comença a la plaça del Fortí, travessa el torrent de la Riera, passa per davant l'IES Ramon Llull i acaba a la Rambla.
Com l'avinguda d'Alemanya i el bocí de la Rambla que actualment s'anomena Via Roma, rep el nom en homenatge al règim autoritari de l'Estat Nou de Portugal d'ençà de 1936, quan li fou imposat el nom per les autoritats franquistes. Hi ha la voluntat de substituir aquests noms, però la proposta encara no ha reeixit.

## Avinguda d'Alemanya

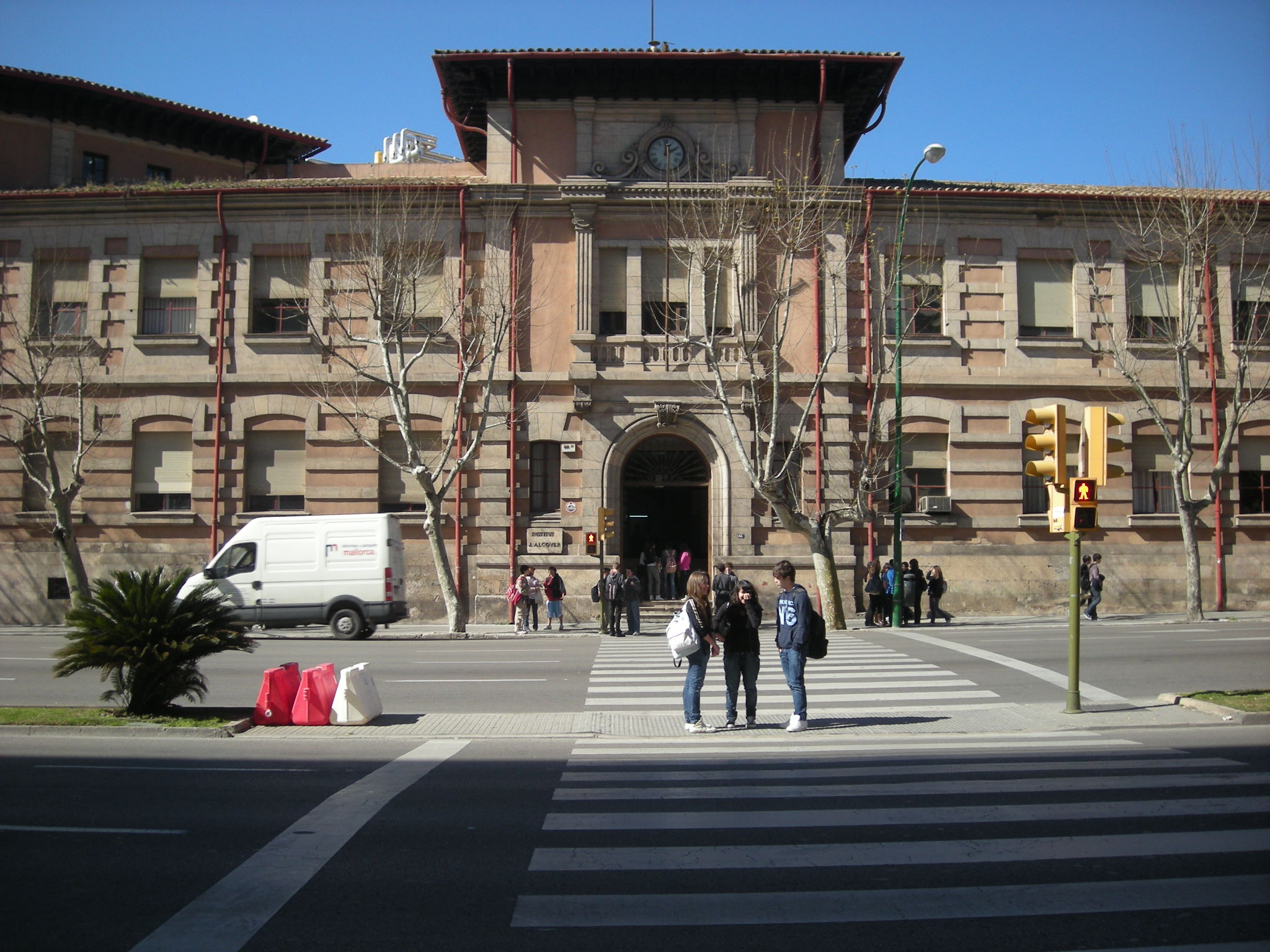
L'IES Joan Alcover

Aquesta avinguda comença a la Rambla, passa per davant de l'IES Joan Alcover i pels Jutjats i acaba allà on s'encreua amb el carrer del General Riera.
En aquest segment hi destaquen l'edifici dels Jutjats, que de 1951 fins a 1980 va ser la seu del col·legi de la Salle (avui en dia traslladat a Son Rapinya); Can Mayol, un edifici racionalista de 1936 obra de Francesc Casas; i Can Sales, un edifici racionalista de 1950, també de Francesc Casas, el qual feia parella amb l'edifici del col·legi de la Puresa, a l'altra part del carrer (el 1968, l'escola es traslladà a Son Puigdorfila i l'edifici l'esbucaren).
L'avinguda atravessa el camí de Jesús, la carretera de Puigpunyent, el qual anava de la vila de Puigpunyent a la porta de Jesús; a la intersecció de tots dos hi havia les Quatre Campanes, que avui es troben allà on s'encreuen el camí de Jesús i el carrer de Lluís Vives.
Com l'avinguda de Portugal i el bocí de la Rambla que actualment s'anomena Via Roma, rep el nom en homenatge a l'Alemanya Nazi d'ençà de 1936, quan li fou imposat el nom per les autoritats franquistes. Hi ha la voluntat de substituir aquests noms, però la proposta encara no ha reeixit.

## Avinguda del Comte de Sallent
Aquesta avinguda comença a l'encreuament amb el carrer del General Riera i acaba a l'encreuament amb el carrer del 31 de Desembre.
En aquest segment hi destaquen Can Segura, a l'encreuament amb 31 de Desembre, un dels primers edificis de la ciutat nova, d'estil modernista i projectat el 1908 per Francesc Roca Simó; Can Castañer, un edifici racionalista de 1937 obra de Josep d'Oleza i Frates; i l'edifici que fa cantonada amb el carrer Francesc de Borja Moll, un edifici racionalista de 1938 obra de Guillem Muntaner.
Fins a la dècada dels seixanta també rebia aquest nom el bocí que va fins a la plaça d'Espanya, moment en què aquell petit segment prengué el nom de Joan March.
Fou anomenat el 1914 i rep el nom en homenatge a Josep Cotoner i Allendesalazar, diputat mallorquí pel Partit Conservador.

## Avinguda del Gran i General Consell

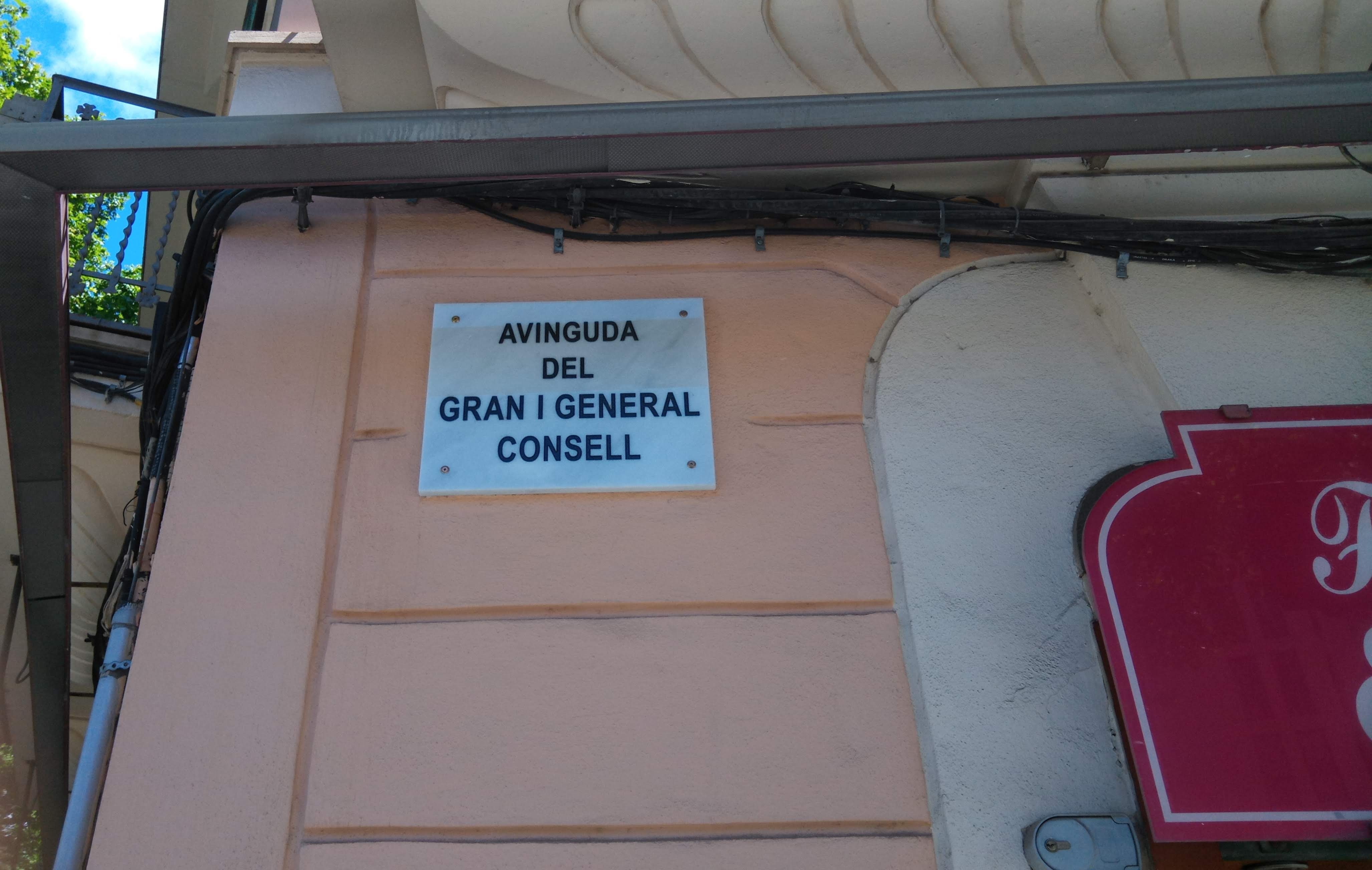
Placa amb el nom de l'avinguda del Gran i General Consell

Aquesta avinguda comença a l'encreuament amb el carrer del 31 de Desembre i acaba a la plaça d'Espanya.
A la cantonada amb el carrer de la Reina Maria Cristina hi ha la Sala Augusta, un dels cinemes més notables de la ciutat, inaugurat el 1948; sota aquest mateix solar hi havia hagut el magatzem de Can Mir, que durant la guerra l'habilitaren com a lloc de reclusió dels presoners. Abans d'enderrocar les murades, tota la illeta de la part de la ciutat vella feia part del bastió de Santa Margalida.
Fou anomenat a la dècada dels seixanta en homenatge a Joan March i Ordinas, contrabandista i financer mallorquí, poc després de la seva mort. L'any 2021, l'Ajuntament li substituí el nom, en compliment de la llei de memòria històrica, al·legant que fou un nom imposat durant el franquisme amb la intenció d'exalçar la memòria d'aquell que havia finançat el cop d'estat de 36.

## Avinguda d'Alexandre Rosselló

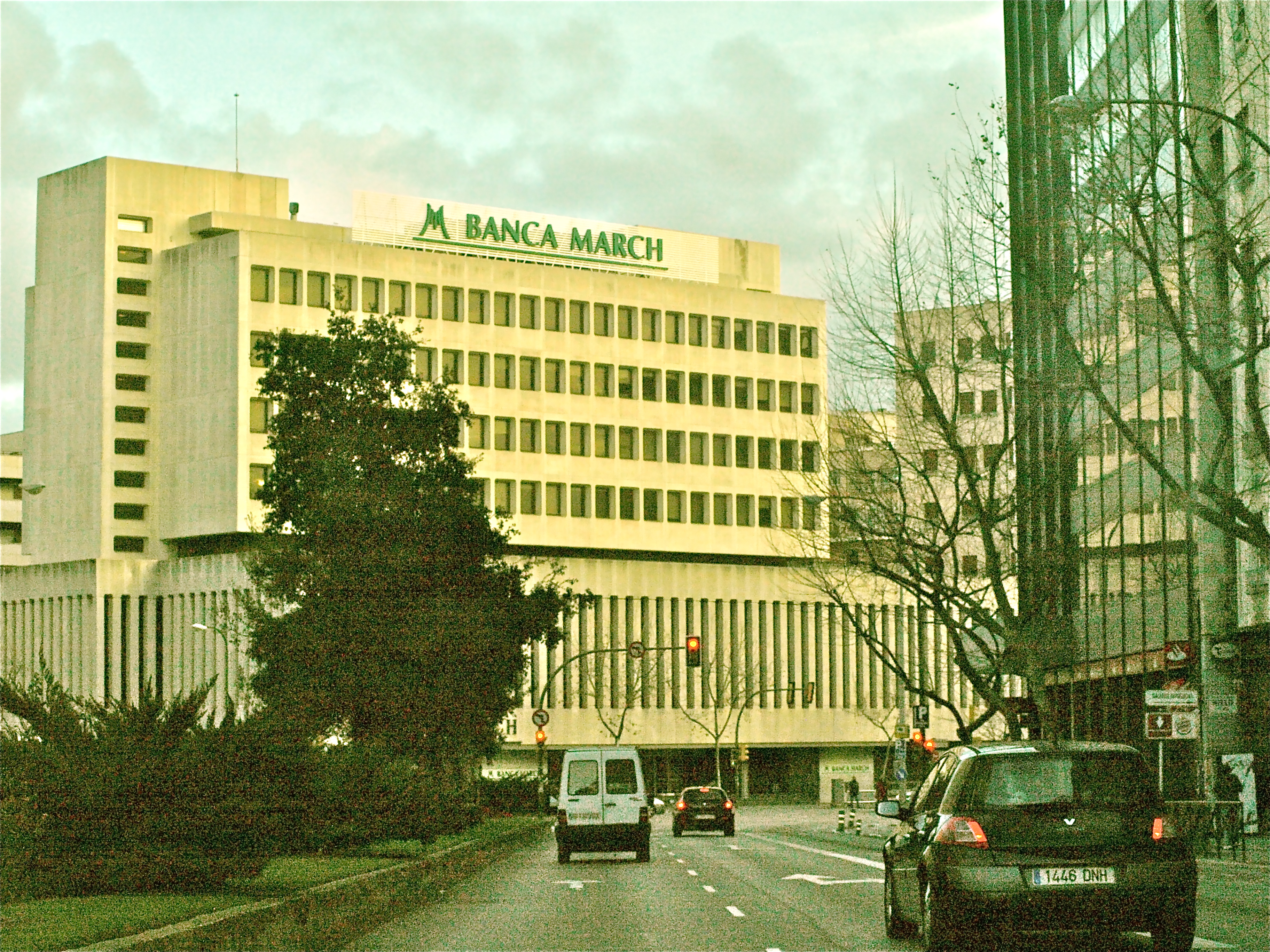
L'edifici de la Banca March

Aquesta avinguda comença a la plaça d'Espanya i acaba a l'encreuament amb el carrer de Manacor, a la Porta de Sant Antoni.
Hi ha força edificis notables en aquest segment. A la cantonada amb el carrer del Sindicat hi ha l'edifici del Triquet, obra de Gaspar Bennàzar i propietat de Joan Oliver Florit Maneu, on hi hagué un bar que fou la seu social del Balears FC durant una temporada a partir de 1923. També hi ha la casa de l'antic bar La Espiga de Oro i l'edifici de Can Mir, a l'encreuament amb el carrer Bisbe Maura, del mateix arquitecte. Al nombre 6 hi ha la casa Cross, obra racionalista de Jaume Mestres i Fossas, seu de l'Elèctrica Española. També hi destaquen l'edifici de la Banca March, el Bulevar Avenidas (unes galeries comercials), el Corte Inglés i, al cap de cantó del carrer del Marquès de la Fontsanta, l'edifici Avenida, del 1941, obra de Gabriel Alomar i Esteve.
Les illetes entorn de les sortides que fan els carrers del Bisbe Perelló i del Sindicat eren ocupades, anteriorment, dels bastions d'en Sanoguera i de Sant Antoni. Just enfront de l'antic bastió d'en Sanoguera, a tocar de l'IES Arxiduc Lluís Salvador, hi ha la creu del Virrei, una creu erigida cap a 1945 en record del virrei Josep Pérez de Pomar i Torres de Mendoza i que se situava a la plaça d'Espanya.
A la part central d'aquesta avinguda hi havia un passeig que acollia una part del mateix mercat que encara ara acull l'avinguda de Gabriel Alomar.
Fou anomenat el 1914 i rep el nom en homenatge a Alexandre Rosselló Pastor, polític, regidor i president de la Diputació.

## Avinguda de Gabriel Alomar

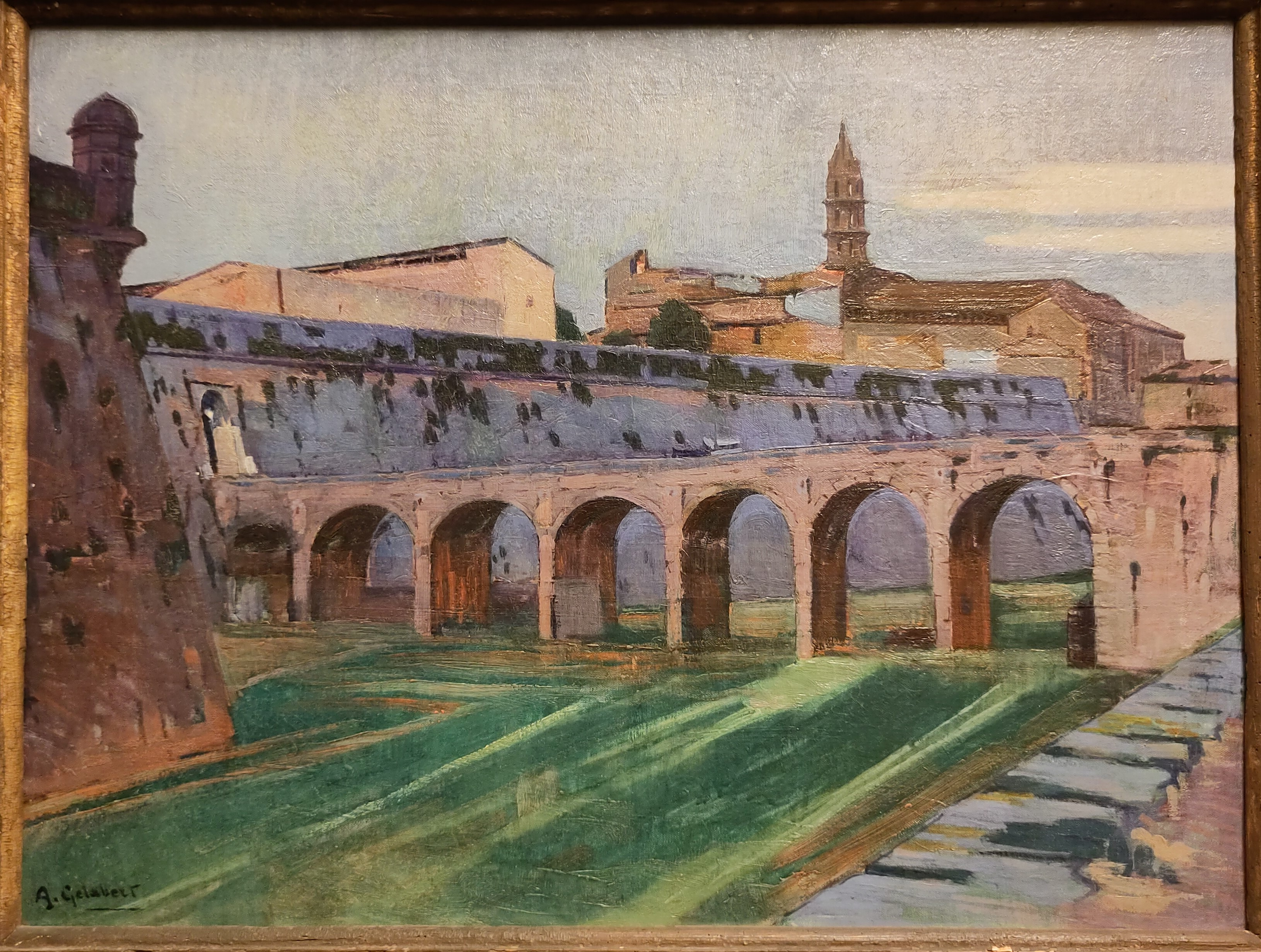
El vall de les murades, que separava el camí de ronda (per on passen les Avingudes actualment) del llenç de la murada

Aquesta avinguda comença a l'encreuament amb el carrer de Manacor, a la Porta de Sant Antoni, i acaba al Passeig Marítim.
Entre els carrers de Fra Francesc Cantarellas i de Jaume Lluís Garau hi ha el Quarter d'Enginyers, un edifici racionalista projectat per Baltasar Montaner i acabat el 1945. Al nord del dit quarter hi ha l'Escola Graduada, centre d'educació primària que rep el mateix nom que l'antic edifici de Gaspar Bennàzar enderrocat el 1972. El nou centre s'havia anomenat Gabriel Alzamora fins a 2008, any en què cobrà el nom de l'institució anterior.
La illeta de l'Escola Graduada i la del nord ocupen l'espai de l'antic bastió del Socorrador, mentre que les illetes del Quarter d'Enginyers i la del sud ocupen l'espai de l'antic bastió de Sant Jeroni. A l'altura de l'actual plaça de la Porta del Camp hi havia el revellí de la Porta del Camp, de manera que l'antic camí de ronda passava força més a llevant que no pas l'avinguda; es tracta del sol segment de les avingudes que no transcorre per damunt de l'antic camí de ronda. Al final de l'avinguda hi ha el bastió del Príncep, un dels pocs bastions que romanen de les antigues murades. A l'altra part de l'avinguda hi havia l'antiga fàbrica de gas (actualment hi ha un parc), motiu pel qual encara ara aquest bocí s'anomena popularment sa Costa des Gas.
A la part central d'aquesta avinguda hi ha un passeig que acull un petit mercat.
Fou anomenat el 1979 i rep el nom en homenatge a Gabriel Alomar i Villalonga, escriptor mallorquí. De 1941 fins a 1979 havia rebut el nom d'avenida del General Primo de Rivera, i de 1914 fins a 1941 de avenida de Estanislao Figueras.